# Premio Alfred P. Sloan
El Premio Alfred P. Sloan es un premio que se otorga cada año, a partir de 2003, a una película en el Festival de Cine de Sundance. 

## Criterios
El premio se otorga a una película destacada que se centre en la ciencia o la tecnología como tema, o que represente a un científico, ingeniero o matemático como personaje principal. El jurado está compuesto por profesionales consagrados del cine y la ciencia.
Cada ganador recibe un premio en efectivo proporcionado por la Fundación Alfred P. Sloan. A partir de enero de 2024, la adjudicación es de 25.000 dólares americnos.

## Películas ganadoras
| Año  | Film                             | Director             | Guionista(s)                        |
| ---- | -------------------------------- | -------------------- | ----------------------------------- |
| 2003 | Dopamine (Dopamina)              | Mark Decena          | Mark Decena & Timothy Breitbach     |
| 2004 | Primer                           | Shane Carruth        | Shane Carruth                       |
| 2005 | Grizzly Man(El hombre oso)       | Werner Herzog        | Werner Herzog                       |
| 2006 | The House of Sand(Casa de arena) | Andrucha Waddington  | Elena Soarez                        |
| 2007 | Dark Matter(Materia oscura)      | Chen Shi-zheng       | Billy Shebar                        |
| 2008 | Sleep Dealer                     | Alex Rivera          | Alex Rivera & David Riker           |
| 2009 | Adam                             | Max Mayer            | Max Mayer                           |
| 2010 | Obselidia                        | Diane Bell           | Diane Bell                          |
| 2011 | Another Earth (La otra Tierra)   | Mike Cahill          | Mike Cahill & Brit Marling          |
| 2012 | Robot & Frank                    | Jake Schreier        | Christopher Ford                    |
| 2012 | Valley of Saints                 | Musa Syeed           | Musa Syeed                          |
| 2013 | Computer Chess                   | Andrew Bujalski      | Andrew Bujalski                     |
| 2014 | I Origins                        | Mike Cahill          | Mike Cahill                         |
| 2015 | The Stanford Prison Experiment   | Kyle Patrick Alvarez | Tim Talbott                         |
| 2016 | Embrace of the Serpent           | Ciro Guerra          | Ciro Guerra & Jacques Toulemonde    |
| 2017 | Marjorie Prime                   | Michael Almereyda    | Michael Almereyda & Jordan Harrison |
| 2018 | Searching                        | Aneesh Chaganty      | Aneesh Chaganty & Sev Ohanian       |
| 2019 | The Boy Who Harnessed the Wind   | Chiwetel Ejiofor     | Chiwetel Ejiofor                    |
| 2020 | Tesla                            | Michael Almereyda    | Michael Almereyda                   |
| 2021 | Son of Monarchs                  | Alexis Gambis        | Alexis Gambis                       |
| 2022 | After Yang(Despidiendo a Yang)   | Kogonada             | Kogonada                            |
| 2023 | The Pod Generation               | Sophie Barthes       | Sophie Barthes                      |
| 2024 | Love Me                          | Sam & Andy Zucheros  | Sam & Andy Zucheros                 |